# Chimaera (Lycië)

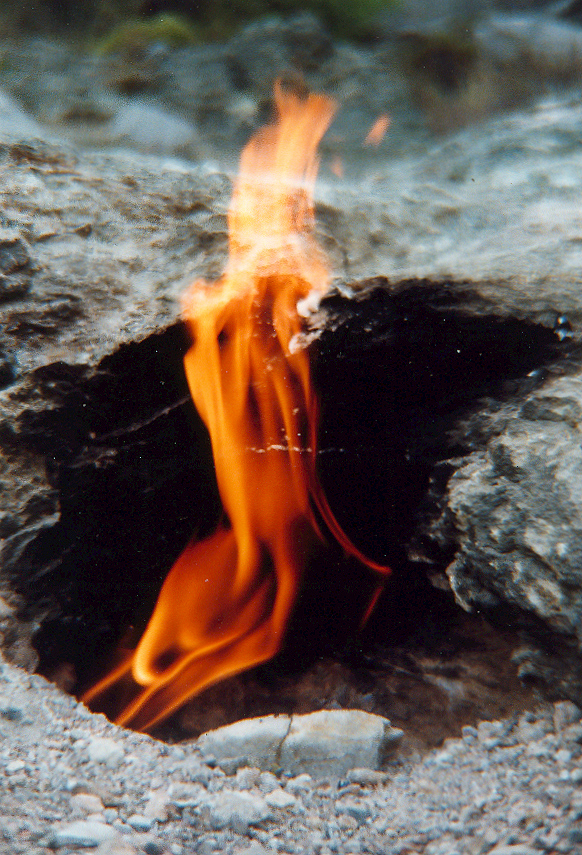
Vlammen komen uit de grond

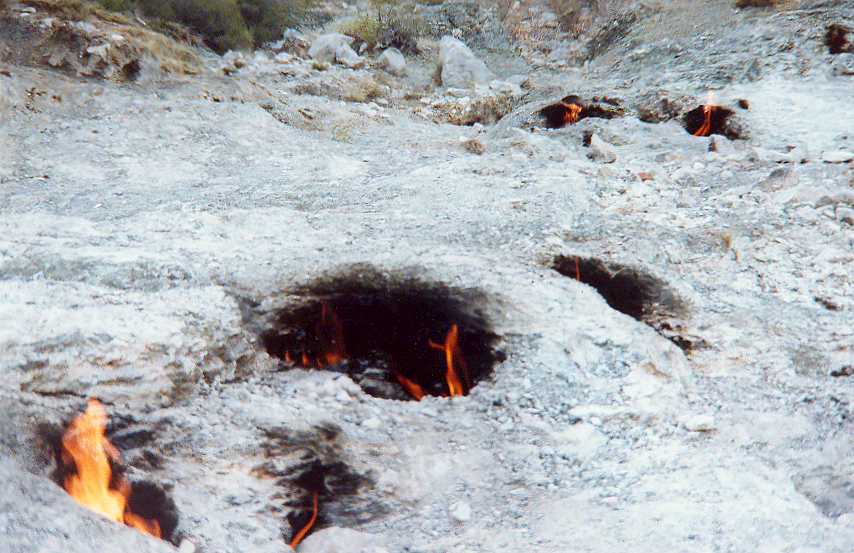
Gas ontbrandt wanneer er zuurstof bij komt

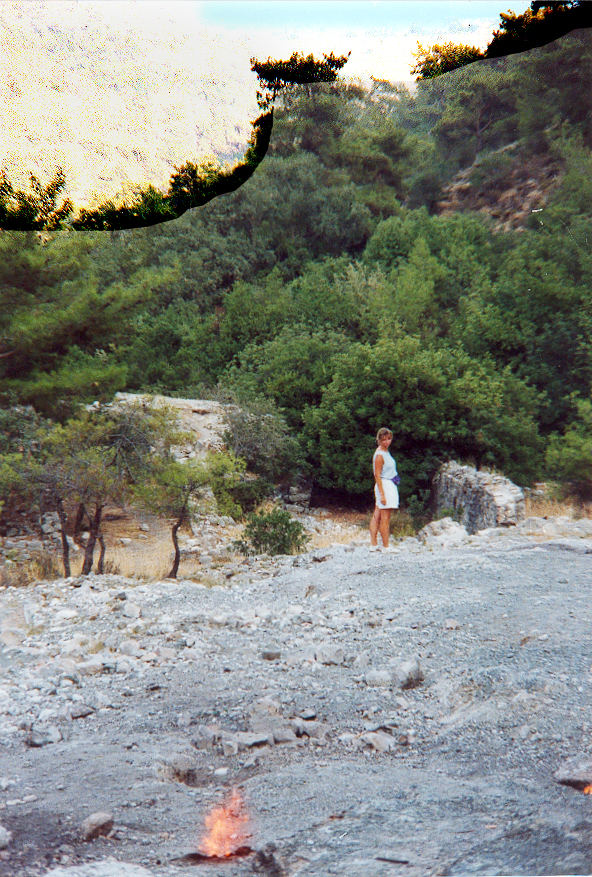
In de oudheid was het vuur van verre zichtbaar over de zee

De Chimaira (Grieks: Χίμαιρα, Chímaira), ook gespeld als de verlatijnste vorm Chimaera, is een sinds de oudheid bekende plaats in Lycië in Klein-Azië, die al zeker duizenden jaren in brand staat. Uit de rotsige bodem van een berghelling komen op meerdere plaatsen vlammen naar buiten: "Het eeuwige vuur van Chimaera".  De naam is afkomstig van de gelijknamige mythologische vuurspuwers. In het Turks staat de plaats bekend als de Yanartaş, de brandende steen.
Chimaera is een cultusplaats van de nabijgelegen antieke stad Olympos en ligt ongeveer 70 km ten zuidwesten van Antalya bij het dorp Çirali in het huidige Turkije. De plaats bestaat uit twee vuurvelden die ongeveer een kilometer van elkaar vandaan liggen. Meestal wordt enkel het laagstgelegen vuurveld bezocht, dat relatief eenvoudig te bereiken is via een lange trap. Beide velden liggen aan de Lycische Weg, de oudste langeafstandswandelroute van Turkije.

## Verhalen
Berichten uit de oudheid vertellen dat de stad Olympos beroemd was vanwege haar Hephaistoscultuur. Zijn heiligdom zou zich hier hebben bevonden, maar daar zijn geen archeologische bewijzen voor gevonden. Ook de teksten op de verspreid liggende marmeren tafels geven hiervoor geen aanwijzingen. De traditie van de plek als cultusplaats is ook te herkennen aan de resten van een kleine, middeleeuwse kerk.

## De vlammen
Het vuur ontstaat door gas dat door kleine openingen in een rotsachtige helling omhoog komt. De exacte samenstelling van het gas is onbekend en varieert mogelijk ook in de tijd. De hoogte van de vlammen varieert naargelang de heersende luchtdruk.